# Giovanna canta Nino Rota
Giovanna canta Nino Rota è un album della cantante Giovanna pubblicato dall'etichetta Kicco Music nel 1997.

## Tracce
- 1. Gelsomina (Nino Rota, Michele Galdieri)
- 2. Mia malinconia (Amarcord) (Nino Rota, Lina Wertmüller)
- 3. Lla Ri Lli Rà (Nino Rota, Enzo Bonagura)
- 4. Cabiria (Nino Rota, Gian Carlo Testoni)
- 5. Canzone arrabbiata (Nino Rota, Lina Wertmüller)
- 6. La dolce vita (Nino Rota, Dino Verde)
- 7. Il tempo passa (Nino Rota, Tino Fornai)

- 8. Rotiana seconda (Nino Rota)

OTTO E MEZZO (Suite)
- 9. E poi... (Valzer) (Nino Rota)
- 10. Dialogo col padre (Nino Rota)
- 11.Improvvisazione (Nino Rota)

GIULIETTA DEGLI SPIRITI (Suite)
- 12. Carlotta (Galop) (Nino Rota)
- 13. Tempo di slow (Nino Rota)
- 14. Faccette scintillanti (Nino Rota)
- 15. La ballerina del Circo Snap (Nino Rota)

IL GATTOPARDO (Suite)
- 16. Introduzione (Nino Rota)
- 17. Angelica e Tancredi (Nino Rota)
- 18. Partenza di Chevalley (Nino Rota)
- 19. Mazurka (Nino Rota)
- 20. Polka (Nino Rota)
- 21. Galop (Nino Rota)
- 22. Valzer del commiato (Nino Rota)
- 23. Finale (Nino Rota)

## Musicisti
- 1 -  7: Giovanna, voce.
- 8 - 23: Rota Ensemble. Nicola Scardicchio, conductor.